# أغنية على الممر (فلم)
أغنية على الممر فيلم مصري من إنتاج عام 1972، سيناريو وحوار مصطفى محرم وإخراج علي عبد الخالق وبطولة محمود مرسي وصلاح قابيل ومحمود ياسين وأحمد مرعي وصلاح السعدني.
قصة الفيلم عن مسرحية «أغنية على الممر» للكاتب علي سالم
الأغاني للشاعر عبد الرحمن الأبنودي

## قصة الفيلم
تدور أحداث الفيلم حول فصيلة مشاة مصرية يتم حصارها أثناء حرب 1967 وهم يدافعون عن أحد الممرات الإستراتيجية في سيناء ويرفضون التسليم، يتناول الفيلم مشاعر الجنود أثناء الحصار وهي مزيج من إحباطهم وذكرياتهم وطموحاتهم قبل الحرب وأمانيهم إذا ماعادوا من الحصار، أثناء وقت الحصار الطويل يحكي كل جندي عن حياته ومعاناته الإنسانية وعثراته وفشله.
الشاويش محمد ـ أكبرهم سنًّا ـ فلاح يترك أرضه ليزرعها أولاده ليشارك من قبل في حرب 1956. حمدي الفنان الذي يحلم بالارتقاء بالأغنية بعيدًا عن الابتذال، وشوقي الذي ينشد المثالية، ومسعد العامل البسيط الذي يحلم بالاستقرار مع زوجة، أما منير فهو انتهازي. يتعرضون لهجوم بطائرات العدو ليستشهد ثلاثة منهم.

## بطولة
- محمود مرسي : (الشاويش محمد)
- صلاح قابيل : (منير)
- محمود ياسين : (شوقي)
- أحمد مرعي : (حمدي)
- صلاح السعدني : (مسعد)
- مديحة كامل
- راوية عاشور
- هالة فاخر
- سهير الباروني
- عبد الخالق صالح
- حلمي هلالي
- عبد العزيز أبو الليل
- وسيلة حسين
- أبو الفتوح عمارة
- فتحية علي

## روابط خارجية
- مقالات تستعمل روابط فنية بلا صلة مع ويكي بيانات